# Eriolus aculeus
Eriolus aculeus är en insektsart som beskrevs av Naskrecki 2000. Eriolus aculeus ingår i släktet Eriolus och familjen vårtbitare. Inga underarter finns listade i Catalogue of Life.